# Ardenneroffensiven
Ardenneroffensiven var et slag under anden verdenskrig. Det startede i midten af december 1944 og var den sidste tyske offensiv på vestfronten under krigen. Den tyske hær planlagde at drive en kile ind i de allieredes frontlinje og indtage Antwerpen, for derefter at svinge nordover for at omringe og destruere de fire allierede armeer, der befandt sig der. Hitler håbede, at dette kunne tvinge de allierede til at indgå en favorabel fredsaftale med aksemagterne. For at få de allierede til at tro, der var tale om en forsvarsplan, kaldte tyskerne planen Wacht Am Rhein (”Vagt ved Rhinen”).
Det lykkedes de tyske styrker at drive de allierede tilbage og omringe en række amerikanske styrker. Men de allierede fik standset offensiven, og til sidst fik de presset tyskerne tilbage igen. Selv om det tog nogle dage for de allierede effektivt at reagere på det tyske angreb, slog planen således fejl for tyskerne, om end det lykkedes dem at binde store allierede styrker og forsinke deres fremrykning med flere måneder. Til gengæld gav det tyske angreb de allierede mulighed for at komme i kamp med og nedkæmpe de bedste tyske styrker uden for Siegfried-linjen, som var det tyske forsvarsværk på grænsen mod Frankrig, Belgien og Luxembourg. Det var med til at lette de senere kampe i Tyskland.
Tyskerne indledte offensiven den 16. december 1944. Den 24. december var den gået i stå, og amerikanerne begyndte at trænge tyskerne tilbage, men først den 8. januar 1945 indså tyskerne, at slaget var tabt og begyndte deres tilbagetrækning.

## Baggrund

### Forhistorien
Efter at de allierede havde fået etableret et brohoved ved Normandiet i august 1944 og knust de tyske styrker i området, rykkede de frem i Frankrig med en voldsom hastighed. Undervejs løb de allierede tropper dog ind i alvorlige logistiske problemer. Den eneste dybvandshavn, hvor de store forsyningsskibe kunne lægge til, lå ved Cherbourg nær det oprindelige invasionssted, som de allierede tropper bevægede sig længere og længere væk fra. De allierede havde indtaget flere havnebyer, men det lykkedes tyskerne at sabotere havneanlæggene, før de trak sig tilbage. Et andet problem var det franske jernbanenet, der nærmest var blevet udraderet af de allieredes bombninger op til D-dag (landgangen i Normandiet). Dette var blevet gjort for at forsinke de tyske forsyninger, men ramte nu de allieredes fremrykning. De mange forsyninger måtte bringes frem med lastbil, og det var ineffektivt. Der skulle fx bruges fem liter benzin på at transportere en liter benzin til fronten. Tidligt i oktober var forsyningssituationen blevet så kritisk, at yderligere allieret fremrykning næsten var umulig, selv om de tyske tropper trak sig tilbage.
De allierede generaler sloges indbyrdes om at få hovedparten af forsyningerne til hver sin armé, så i hvert fald én armé var klar til en offensiv. Eisenhower, de allieredes øverstbefalende, insisterede på en strategi med en offensiv over en bred front, men med første prioritet på styrkerne i nord. Det var ikke lykkedes disse styrker at indtage de vitale tyske industriområder i Ruhr. Men mens de allierede stoppede fremrykningen for at omgruppere og vente på forsyninger, fik den tyske general Gerd von Rundstedt mulighed for at organisere de tilbageværende tyske styrker til en lille, men relativt effektiv forsvarsstyrke.
Meningen med general Montgomerys fejlslagne operation Market Garden i september havde været at indtage Antwerpen, krydse Rhinen og derved omgå Siegfried-linjen. Operationen slog fejl og efterlod de allierede styrker i omtrent den samme position som før. Det lykkedes den belgiske modstandsbevægelse at forhindre tyskerne i at ødelægge havnen i Antwerpen, men Montgomery valgte at stoppe sin fremrykning lige øst for Antwerpen for at omgruppere og tilføre nye forsyninger i stedet for at fortsætte fremrykningen mod Walcheren. Det gjorde, at tyskerne kunne forstærke de relativt svage tropper og kystbatterier dér med tre gange så store styrker. For at nå frem til Antwerpen måtte de allieredes skibe sejle ind ad floden Schelde, der havde Walcheren på den ene bred, og det var ikke muligt, så længe byen var på tyske hænder. Et angreb på Antwerpen blev først muligt, efter at den canadiske 1. armé i oktober-november udkæmpede slaget ved Schelde og erobrede Walcheren. De allieredes skibe kunne nu endelig lægge til i Antwerpen, og det lettede forsyningssituationen, selv om de allierede styrker var spredt udover Frankrig, Belgien og Luxembourg.
Den tyske situation var meget alvorlig. Tidligere på sommeren havde operation Bagration – en massiv sovjetisk offensiv på østfronten – gjort holdt i Polen, men den sovjetiske overmagt var så stor, at det kun var mangel på forsyninger og udmattelse, der gjorde, at fremrykningen stoppede. Det stod klart, at de sovjetiske tropper forberedte en vinteroffensiv, formentlig i december.
Tidligere i 1944 havde allierede bombetogter stort set sat det tyske Luftwaffe ud af funktion, hvilket gjorde, at tyskerne ikke havde overblik over slagmarken, og heller ikke kunne angribe de allieredes forsyningskolonner. I modsætning hertil blev de tyske kolonner i dagslys øjeblikkeligt opdaget og bombet af de allierede. Dette havde sammen med bombningen af de rumænske oliefelter ført til stor mangel på olie og benzin i den tyske hær.
Det eneste lyspunkt for tyskerne var, at vestfronten var blevet meget kortere. De skulle ikke længere forsvare hele Vesteuropa, men var meget tættere på tysk territorium, hvilket betød kortere forsyningslinjer. Ydermere kunne de bruge det veludbyggede tyske telefon- og telegrafsystem, så de ikke behøvede at bruge radio, og de allierede derfor ikke længere kunne aflytte deres radiokommunikation gennem det britiske Ultra-program.
Med afslutningen på operation Bagration og den canadiske offensiv blev der forholdsvis stille på begge sider af fronten.

### Den tyske planlægning
Hitler, der tilsyneladende havde mistet evnen til sagligt at vurdere den militære og politiske situation, mente, at det ville være muligt at organisere et effektivt forsvar af Tyskland, hvis bare man kunne holde kampene på én front. Da operation Market Garden slog fejl, samtidig med at operation Bagration stoppede op, fik de tyske styrker for en stund initiativet. Det stod klart, at hvis der skulle komme en tysk modoffensiv, skulle det være nu.
Den tilstand, de tyske tropper befandt sig i, gjorde det ikke muligt at angribe de massive sovjetiske arméer. Flere planer blev foreslået, men de lovede ikke en stor, strategisk gevinst. Selv hvis det skulle lykkes de tyske tropper at omringe og besejre de sovjetiske styrker, havde Sovjetunionen så mange reserver, at det ikke ville gøre nogen stor forskel i det lange løb.
Mulighederne var mere lovende i vest. De allierede havde tydeligvis problemer med forsyningerne, og dette havde konsekvenser for tempoet i de allieredes operationer. Erobringen af Antwerpen havde dog hjulpet noget på de allieredes situation. Men de allierede tropper var strakt ud over en front, der gik fra Frankrig og helt ind i Nederland, og langs den var der flere dårligt forsvarede strækninger. Et vellykket angreb ville kunne binde de allierede styrker der i længere tid og måske tvinge USA og Storbritannien til at indgå en fredsaftale.
Der blev udtænkt flere planer, men den tyske overkommando koncentrerede sig om to af dem. Den ene gik ud på at angribe to steder på de amerikanske styrkers flanke i håb om at omringe 9. og 3. armé. Dette ville give Tyskland kontrollen over godt defensivt terræn, hvor de tidligere havde forsinket amerikanerne kraftigt. Den anden plan skitserede et klassisk Blitzkrieg-angreb gennem de dårligt forsvarede Ardennerbjerge for at slå en kile ind mellem de britiske og amerikanske styrker og generobre Antwerpen.
Hitler koncentrerede sig fra begyndelsen om den sidste plan. At afskære én amerikansk armé ville måske sætte pågældende armé ud af spillet, men der var andre amerikanske og britiske styrker i området, der kunne tage kampen op. At skille de amerikanske og britiske styrker fra hinanden, mente Hitler, ville puste til den kendte konflikt mellem Patton og Montgomery, som ville skændes over de få forsyninger, de havde til rådighed. Hvis det lykkedes for tyskerne at tage Antwerpen, ville fire allierede arméer blive fanget bag de tyske linjer, og de allierede blive afskåret fra en vigtig forsyningshavn. Hitler mente, at det ville være nok til at få en fredsaftale med de vestallierede, hvorefter man kunne koncentrere sig om østfronten.

### Den tyske planlægning i detaljer
Den tyske overkommando bestemte sig i midten af september, efter Hitlers insisteren, for at angribe gennem Ardennerne, akkurat som man havde gjort i 1940 under Slaget om Frankrig. Hovedstyrken skulle rykke frem til floden Meuse og derfra rykke nordvest over mod Antwerpen og Bryssel. Det vanskeligste øjeblik ville blive begyndelsen, hvor terrænet vanskeliggjorde hurtig fremrykning. På den anden side af Meuse ville terrænet blive bedre og muliggøre en hurtig fremrykning mod kysten. Planen fik kodenavnet Wacht am Rhein (tysk for ”Vagt ved Rhinen”) for at forvirre de allieredes efterretningstjenester.
Fire arméer blev valgt til operationen:
- 6. SS Panserarmé under Sepp Dietrich. Denne armé blev dannet den 26. oktober 1944 og bestod af nogle af Waffen-SS' eliteenheder, herunder 1. SS Panserdivision Leibstandarte Adolf Hitler og 12. SS Panserdivision Hitlerjugend – de eneste to divisioner, der bar Hitlers navn. Denne armé skulle danne hovedangrebsstyrken og skulle lede det nordlige angreb, som havde til formål at indtage Antwerpen.
- 5. Panserarmé under Hasso von Manteuffel blev sat ind i midten med Bruxelles som mål.
- 7. Armé under Erich Brandenberger blev sat ind i syd for at beskytte flanken.
- 15. Armé under Gustav-Adolf von Zangen blev sat ind i nord for at binde de amerikanske styrker.

Øverstkommanderende for operationen var feltmarskal Walter Model, leder af Armégruppe B, og Gerd von Rundstedt, øverstkommanderende for de tyske styrker på vestfronten (OB West). For at operationen skulle blive en succes, mente planlæggerne, var der 3 nøglekriterier:
- Angrebet skulle komme som en fuldstændig overraskelse;
- Vejret skulle være tilpas overskyet for at forhindre de allieredes fly i at overvåge og angribe den tyske fremrykning
- Fremrykningen skulle foregå hurtigt og måtte ikke blive forsinket. Feltmarskal Walther Model udtalte, at Meusefloden skulle nås inden fire dage, hvis offensiven skulle have nogen chance.

De styrker, som blev sat ind, var allerede blevet reduceret fra planlagte 45 divisioner, til omkring 30. Dette skete på grund af mangel på både personel og materiel. Disse 30 næsten genopbyggede divisioner bestod bl.a. af nogle af den tyske hærs sidste reserver, herunder enheder fra Volksgrenadererne, der bestod af en blanding af krigshærdede veteraner og rekrutter, der tidligere var blevet anset for at være for unge eller for gamle til krig. Træningen, udstyret og forsyningerne var utilstrækkelige. De forsyninger, der ikke kunne transporteres via jernbanen, måtte transporteres via hestevogne for at spare brændstof. Genopbygningen af divisionerne betød, at offensiven blev udskudt fra midt i november til den 16. december.
Før offensiven var de allierede blinde overfor de tyske tropperokader. Den franske modstandsbevægelse havde indtil da givet de allierede værdifulde efterretninger om de tyske troppebevægelser, men dette stoppede af gode grunde, da man nåede den tyske grænse. På tysk territorium anvendte tyskerne telefon- og telegrafnettet, hvilket betød, at de allierede ikke havde nogen gavn af at have knækket den tyske Enigma-kode. Yderligere havde tyskerne indført radiotavshed for al kommunikation om det forestående angreb. Attentatet på Hitler den 20. juli havde fået Wehrmacht til at stramme sikkerheden, hvilket havde resulteret i færre lækager. Yderligere betød det dårlige vejr, at de allieredes fly ikke kunne observere de tyske troppebevægelser.
Alt dette gjorde, at den allierede overkommando regnede Ardennerne for en rolig sektor og stolede på efterretningstjenesternes analyser, som sagde, at tyskerne ikke ville være i stand til at gennemføre en større offensiv så sent i krigen. De allierede styrker i Ardennerne var en blanding af nye, uprøvede styrker (som 99. og 106. infanteridivision) og erfarne, men nedslidte styrker, der var sendt til sektoren for at få hvile (som 2. infanteridivision).
To specialoperationer var blevet planlagt før offensiven. I oktober blev det bestemt, at Otto Skorzeny, den tyske kommandosoldat, som havde befriet Italiens tidligere diktator Benito Mussolini, skulle lede en gruppe engelsktalende soldater i operation Greif. Disse soldater skulle iføre sig amerikanske og britiske uniformer og havde til opgave at snige sig om bag de amerikanske linjer for at ændre skilte, omdirigere trafikken og skabe generel forvirring. Derudover skulle de erobre broerne over Meuse mellem Liège og Namur.
Sent i november blev en anden specialoperation vedtaget: Oberst Friedrich August von der Heydte skulle lede en gruppe faldskærmssoldater i operation Stösser; et natudspring bag de allieredes linjer, der havde til formål at indtage et vigtigt vejkryds nær Malmedy.
Den tyske efterretningstjeneste havde udpeget 20. december som en sandsynlig dato for den kommende sovjetiske offensiv på østfronten. Den sovjetiske offensiv skulle knuse den sidste tyske modstand og derved lægge vejen til Berlin åben for Stalin. De tyske planlæggere håbede, at Stalin ville vente med at angribe, til han kendte udfaldet af den tyske offensiv i Ardennerne.
I de sidste faser af planlægningen forlod Hitler og hans stab deres hovedkvarter i Østpreussen, hvorfra de havde koordineret mange af slagene på østfronten. Efter en kort tur til Berlin den 11. december tog de til Ørnereden, Hitlers hovedkvarter i Sydtyskland.

## Det indledende tyske angreb
Det tyske angreb begyndte om morgenen den 16. december 1944 klokken 5:30. Angrebet blev indledt af et massivt artilleribombardement mod de allierede stillinger, forestået af 6. SS Panserarmé. Klokken 8:00 angreb alle de tre tyske arméer gennem Ardennerne. I nord angreb 6. SS Panserarmé gennem Losheim-passet og Elsenborn-åsen i et forsøg på at nå Liège. På den centrale front angreb 5. Panserarmé mod Bastogne og St. Vith, der begge var vigtige vejkryds. I syd angreb 7. armé mod Luxembourg for at forsøge at sikre flanken mod et allieret modangreb.
Tyskerne brugte samme taktik, som den Røde Hær med knusende effektivitet havde anvendt mod dem under operation Bagration. Den første tyske angrebsbølge bestod hovedsagelig af infanteri, som ryddede vejen og lavede knibtangsmanøvrer, der kunne udnyttes af de pansrede styrker. Det første angreb overraskede amerikanerne, og mange af de mest fremskudte amerikanske poster overgav sig. Først længere bag frontlinjen mødte den tyske offensiv stærk modstand, der forsinkede fremrykningen.
Langs den nordlige akse mødte 6. SS Panserarmé uventet hård modstand fra den amerikanske 2. og 99. infanteridivision. Den tyske fremrykning blev stoppet ved Elsborn-åsen, hvilket tvang Dietrich til at sætte sine panserstyrker ind tidligere end planlagt. Det dårlige vejr var ikke kun en hindring for de allierede flystyrker, det hindrede også den tyske fremrykning, eftersom vejene blev dårligere og dårligere, så tusindvis af køretøjer sad fast i lange køer.
På den centrale front og på den sydlige flanke gik det bedre for tyskerne.
Hitler havde forudsagt, at det ville tage Eisenhower to eller tre dage at finde ud af, at angrebet i Ardennerne ikke bare var et lokalt modangreb. Men han tog fejl. Allerede før den første dag var omme sendte Eisenhower, stik imod de råd han fik fra sin stab, forstærkninger til området. Inden en uge var der blevet sendt 250.000 soldater til området. Samtidig blev den amerikanske 101. luftbårne division og en kampgruppe fra 10. panserdivision sendt afsted for at forsvare Bastogne. 82. luftbårne division blev sendt nordover til en position i nærheden af Liège.

### Operation Stösser
Hovedartikel: Operation Stösser
Operation Stösser var oprindelig planlagt til at starte i de tidligere timer den 16. december, men blev udskudt en dag pga. dårligt vejr og mangel på brændstof. Det nye nedkastningstidspunkt blev sat til kl. 03 den 17. december. Nedkastningszonen var 11 km nord for Malmedy, og deres mål var Baraque Michel-vejkrydset.
Von der Heydte og hans mænd havde ordre til at indtage og holde vejkrydset i ca. 24 timer, før de efter planen ville blive undsat af 12. SS panserdivision Hitlerjugend. Meningen var at hæmme de allieredes forsyninger af materiel og forstærkninger.
Lige efter midnat mellem den 16. og 17. december lettede 112 Junkers Ju 52-transportfly med omkring 1.300 Fallschirmjägere (tyske faldskærmstropper). Den nat blæste en kraftig snestorm over området med stærk vind og lave skyer. Som følge af det dårlige vejr kom mange fly ud af kurs, og nogle faldskærmssoldater blev kastet så langt som 12 km fra den planlagte nedkastningszone. Kun en lille del af den samlede styrke landede i umiddelbar nærhed af zonen. Den stærke vind greb de faldskærmssoldater, der rent faktisk var blevet kastet over landingszonen og gjorde deres landing meget hård.
Ved middagstid lykkedes det at samle en gruppe bestående af ca. 300 mand, men denne styrke var for lille til at stille noget op mod de allierede styrker. Oberst von der Heydte droppede derfor planerne om at tage vejkrydset og beordrede i stedet sine mænd til at genere de allierede styrker i området med guerillalignende angreb.
Den store spredning af de tyske Fallschirmjägere førte til rapporter om tyske nedkastninger over hele Ardennerne, hvilket fik de allierede til at tro, at en hel division faldskærmstropper var blevet nedkastet. Dette resulterede i en del forvirring og fik de allierede til at allokere tropper til at sikre deres bagtrop i stedet for at sende dem til fronten for at bekæmpe det egentlige tyske angreb.

### Operation Greif
Hovedartikel: Operation Greif
Det lykkedes Skorzeny og en lille gruppe engelsktalende tyske soldater at snige sig ind bag de allieredes linjer den 16. december 1944. Selv om de ikke fik erobret de vitale broer over Meuse, som havde været et af målene med missionen, skabte de voldsom forvirring hos de allierede tropper, der slet ikke stod mål med deres ringe antal. Rygtet om disse engelsktalende tyskere på allieret territorium spredtes som en steppebrand. Selv general Patton var alarmeret over situationen. Den 17. december beskrev Patton sin frustration over, hvordan denne Skorzeny, der talte perfekt engelsk, skabte røre ved at overklippe ledninger, vende vejskilte og opskræmme hele divisioner.
De allierede oprettede hurtigt checkpoints langs vejene for at opspore de forklædte tyskere. Men disse checkpoints forsinkede også de allierede tropper og forsyninger; militærpolitiet udspurgte soldater om ting, som man forventede, almindelige amerikanere ville kunne svare på, såsom navnet på Mickey Mouses kæreste, baseballstatistikker og navnet på Illinois’ hovedstad. Det sidste spørgsmål førte til en kortvarig tilbageholdelse af general Omar Bradley. Bradley gav godt nok det rigtige svar – Springfield – men tilsyneladende mente den efterretningsofficer, der afhørte ham, at det korrekte svar var Chicago.
Den forøgede sikkerhed betød imidlertid også, at de tyske agenter fik det sværere, og nogle af dem blev fanget. Men selv i fangenskab lykkedes det dem at sprede desinformation: Under afhøringerne blev de spurgt om formålet med deres mission, hvortil nogle svarede, at de havde fået ordre til at tage til Paris for at tilfangetage eller dræbe general Eisenhower. Dette førte til øgede sikkerhedsforanstaltninger omkring Eisenhower, hvis bevægelsesfrihed blev indskrænket til hans hovedkvarter. Da disse soldater var blevet taget til fange iført amerikanske uniformer, blev de henrettet ved skydning, noget der på den tid var standardproceduren i alle hære, men tvivlsom praksis ifølge Genève-konventionen. Genève-konventionen foreskriver kun, at soldater i kamp skal bære uniform, der tydeligt identificerer dem som kombattanter. Skorzeny, der var ekspert i international ret, vidste, at en operation som denne ville være fuldt ud lovlig, så længe de bar tyske uniformer, når de angreb. Skorzeny og hans mænd var helt klar over den store sandsynlighed for tilfangetagelse, og de fleste af dem bar – i tilfælde af, de skulle blive fanget – deres tyske uniform under den allierede. Skorzeny selv undgik tilfangetagelse og overlevede krigen.

### Malmédy-massakren
Hovedartikel: Malmédy-massakren
I nord var spydspidsen af den tyske 6. SS Panserarmé, som bestod af 4.800 mand og 600 køretøjer under ledelse af Waffen-SS oberst Jochen Peiper, trængt ind i Belgien. Om morgenen kl. 7:00 den 17. december erobrede de et amerikansk brændstofdepot nær Büllingen. Her gjorde de holdt for at tanke og fortsatte derefter vestover. Kl. 12:30 mødte de dele af den amerikanske 285. feltartilleriobservationsbataljon nær landsbyen Ligneuville. Efter en kort kamp overgav amerikanerne sig. Ca. 150 amerikanere blev afvæbnet og ført til en base i nærheden, hvor også andre, tidligere tilfangetagne amerikanere befandt sig.
Amerikanerne blev stillet op på rækker, hvorefter en SS-officer trak sin pistol og skød de første to mænd i rækken, hvorefter andre tyske soldater åbnede ild mod resten af de amerikanske krigsfanger med maskingeværer. Det lykkedes dog en del af dem at flygte ind i en nærliggende skov. Mellem 72 og 84 blev dræbt.
Man ved ikke, hvorfor de tyske soldater henrettede de amerikanske krigsfanger – der findes ikke nogen nedskrevet ordre fra SS om en sådan handling. Men henrettelser af krigsfanger var ikke et usædvanligt fænomen på Østfronten, og året før havde amerikanske styrker f.eks. henrettet tyske og italienske krigsfanger under Biscari-massakren.
Nyheden om den tyske massakre spredte sig hurtigt gennem de allierede delinger, og senere udsendte den allierede overkommando en ordre om, at tilfangetagne tyske SS- og faldskærmssoldater skulle skydes på stedet.
Kampene fortsatte, og inden aften var Leibstandarte-divisionen rykket nordpå, hvor den var kommet i kamp med den amerikanske 99. infanteridivision. Samtidig var Kampfgruppe Peiper nået til Stavelot. De var allerede bagefter tidsplanen, da det havde taget 36 timer at nå fra Eifel til Stavelot; en tur, som kun havde taget 9 timer i 1940. Mens de amerikanske styrker trak sig tilbage, sprængte de brændstofdepoter og broer i luften. Netop manglen på brændstof skulle senere vise sig at blive kritisk for den tyske fremrykning.

### Kampfgruppe Peipers angreb
Peiper rykkede ind i Stavelot den 18. december, men mødte her stærk modstand fra de amerikanske styrker, som Peiper måtte opgive at nedkæmpe. Han efterlod en mindre gruppe mænd i byen og rykkede selv videre mod broen ved Trois-Ponts med hovedparten af styrken. Før han nåede broen, havde de allierede imidlertid sprængt den i luften. Peiper rykkede i stedet videre mod landsbyen La Gleize og derfra videre til Stoumont. Men da han nærmede sig Stoumont, sprængte de amerikanske styrker også broen dér. Amerikanerne havde gravet sig ned og var forberedt på en hård kamp.
Den 19. december blev Peipers styrker afskåret fra den tyske hovedstyrke, da amerikanerne tilbageerobrede det dårligt forsvarede Stavelot. Situationen ved Stoumont var nu håbløs for Peiper, der bestemte sig for at trække sig tilbage til La Gleize, hvor han gravede sig ned og ventede på forstærkninger. Men det lykkedes ikke de tyske forstærkninger at gennembryde de allieredes linjer, så Peiper, der stadig var fanget bag de allieredes linjer, besluttede sig for at forsøge at bryde tilbage til den tyske hovedstyrke. Den 23. december startede kampgruppen sit angreb bagover mod de allieredes linjer, men det var uden hovedparten af deres tunge køretøjer og udstyr, som de var tvunget til at efterlade. Det lykkedes dog hovedparten af soldaterne fra Peipers kampgruppe at undslippe.

### St. Vith
Både von Maunteuffels og Dietrichs styrker var afhængige af vejkrydset i byen St. Vith. Men de forsvarende allierede styrker, anført af den amerikanske 7. panserdivision og under kommando af generel Bruce C. Clarke, modstod det tyske angreb og sinkede derved yderligere den tyske fremrykning. Den 21. december lykkedes det de tyske styrker at erobre St. Vith, men de amerikanske styrker, der havde forsvaret byen trak sig tilbage til forberedte forsvarsstillinger og forsinkede igen den planlagte tyske fremrykning. Den 23. december havde de tyske styrker knust de amerikanske flanker, og amerikanerne måtte trække sig tilbage til vest for floden Salm.
Den tyske plan havde forudsat, at St. Vith skulle indtages inden kl. 18:00 den 17. december, og den lange forsinkelse var et hårdt slag mod deres tidsplan.

### Bastogne
Da de øverste allierede hærchefer mødtes i en bunker i Verdun den 19. december, skulle byen Bastogne og dens netværk af 11 brolagte veje, som førte gennem det bjergrige terræn og det moseagtige mudder i Ardennerregionen have været på tyske hænder i adskillige dage. To tyske kolonner skulle have omgået byen nord og syd for den, mens en tredje havde retning direkte vestpå mod den. De var imidlertid blevet engageret i kamp og forsinket, og deres forsøg på at gennembryde stillinger op til 15 km fra byen var blevet bremset. De amerikanske tropper blev imidlertid langsomt presset tilbage til de hastigt opførte forsvarsværker i byen, og den eneste åbne korridor ud af byen var mod sydøst, og den var truet. Den var ind imellem lukket, når fronten flyttede frem og tilbage, og der var større udsigt til, at den ville blive permanent lukket end til, at den kunne holdes åben, så der var stor risiko for, at byen ville blive omringet.
Eisenhower indså, at de allierede langt nemmere kunne nedkæmpe de tyske tropper i åbent terræn, end hvis de havde gravet sig ned i defensive stillinger, og han sagde til generalerne: "Den nuværende situation skal ses som en mulighed for os og ikke som en katastrofe. Der må kun være glade ansigter ved dette bord." Patton, som var klar over, hvad Eisenhower mente, svarede, “Ja, lad os hæve mødet til at lade bastarderne rykke helt frem til Paris. Så kan vi rigtig afskære dem og molestere dem.” Eisenhower spurgte Patton, hvor længe det ville tage at dreje hans 3. Arme (som lå i det nordøstlige Frankrig) nordpå til et modangreb. Han svarede, at han kunne angribe med to divisioner indenfor 48 timer, hvilket de andre generaler tvivlede stærkt på. Inden han var taget til mødet, havde Patton imidlertid givet sin stab ordre til at forberede tre alternative planer for en drejning mod nord i mindst korpsstørrelse. Da Eisenhower spurgte ham, hvor længe det ville vare, var manøvren allerede i gang. Den 20. december flyttede Eisenhower 1. og 9. amerikanske hær fra Bradleys 12. Armegruppe og placerede dem under Montgomerys 21. Armegruppe.
Den 21. december havde tyske styrker omringet Bastogne, som blev forsvaret af 101. luftbårne division og Combat Command B fra 10. pansrede division. Forholdene inden for forsvarsringen var barske — hovedparten af lægemidlerne var gået tabt og personellet taget til fange. Maden var sparsom, og der var så lidt ammunition, at kanonbesætningerne havde forbud mod at skyde mod fremrykkende tyske enheder, med mindre de optrådte i store grupper. Trods beslutsomme tyske angreb holdt forsvarsringen stand. Den tyske øverstkommanderende forlangte, at Bastogne skulle overgive sig.Da Brigadegeneral Anthony McAuliffe, den fungerende chef for 101. Luftbårne division, fik dette at vide, svarede han frustreret "Nuts!" Efter at have vendt sin opmærksomhed mod mere presserende sager mindede hans stab ham om, at de skulle svare på det tyske krav. En officer (Harry W. O. Kinnard, dengang oberstløjtnant) mente, at McAuliffes umiddelbare svar ville blive "svært at stikke". Så McAuliffe skrev "NUTS!" på papiret, der blev afleveret til tyskerne. Det svar måtte forklares, både til tyskerne og til ikke-amerikanske allierede.
I stedet for at iværksætte et samtidigt angreb hele vejen rundt om forsvarsringen koncentrerede tyskerne deres angreb mod en række enkelte steder, som blev angrebet efter tur. Selv om dette tvang forsvarerne til hele tiden at flytte tropper for at afvise angrebene, tenderede det til at udvande den tyske overlegenhed i antal.

### Meuse Floden
For at beskytte flodovergangene på Meuse floden ved Givet, Dinant og Namur gav Montgomery den 19. december de få til rådighed værende enheder ordre til at holde broerne. Det blev til en
hastigt samlet styrke, som blandt andet bestod af tropper fra bagområderne, militærpoliti og personel fra luftvåbenet. Den britiske 29. pansrede brigade, som havde afleveret sine kampvogne for at få nye, fik besked på at tage de gamle kampvogne tilbage og køre til området. Det britiske XXX Korps i Holland begyndte sin fremrykning til området.
Længst vestpå under det tyske angreb kom 2. panserdivision fra Femte Panserarme, som den 24. december nåede frem til under 15 km fra Meuse.

## Allieret modoffensiv
Den 23. december begyndte vejret at blive bedre, hvilke gjorde det muligt for de allierede luftstyrker at angribe. De gennemførte voldsomme bombeangreb mod de tyske forsyningscentre i det tyske bagområde, og P-47 Thunderbolt jagere begyndte at angribe tyske tropper på vejene. De allieredes luftvåben hjalp også forsvarerne i Bastogne ved at nedkaste stærkt savnede forsyninger —medicin, fødevarer, tæpper og ammunition. Et hold frivillige kirurger fløj ind med svævefly og begyndte at operere i et værksted.
Den 24. december var den tyske fremrykning i realiteten gået i stå kort før Meuse. Enheder af det britiske XXX Korps holdt broerne i Dinant, Givet og Namur, og amerikanske enheder var omtrent klar til at tage over. Tyskerne havde strakt deres forsyningslinjer for vidt, og manglen på benzin og ammunition var kritisk. Indtil da havde de tyske tab været små, ikke mindst blandt panserstyrkerne, som dårligt havde fået en skramme, bortset fra Peipers tab. Om aftenen den 24. december anbefalede general Hasso von Manteuffel, Hitlers militære adjudant, at alle offensive operationer skulle stoppes, og at man skulle trække sig tilbage til Siegfried-linjen. Det afslog Hitler.
Pattons 3. Arme kæmpede for at undsætte Bastogne. Kl. 16.50 den 26. december nåede de forreste enheder af 37. kampvognsbataljon i 4. amerikanske panserdivision til Bastogne og afsluttede belejringen.

## Tyskerne slår igen
Den 1. januar indledte tyskerne to nye operationer i et forsøg på at holde offensiven i gang. Klokken 9:15 indledte Luftwaffe Unternehmen Bodenplatte, en større kampagne mod allierede flyvepladser i Holland og Belgien. Hundreder af fly angreb de allierede flyvepladser og ødelagde eller forårsagede alvorlige beskadigelser på 465 fly. Luftwaffe mistede imidlertid selv 277 fly. 62 blev skudt ned af allierede jagere, og 172 mistedes, fordi der var uventet meget allieret antiluftskyts, som var blevet opstillet for at beskytte mod de tyske V-1 "flyvende bomber". Men en del nedskydninger skete fra tyskernes eget antiluftskyts, som ikke var informeret om, at en storstilet tysk operation var i gang. Mens de allierede kom sig over tabene i løbet af få dage, efterlod operationen Luftwaffe svækket og ineffektiv.
Samme dag indledte den tyske Heeresgruppe G og Heeresgruppe Oberrhein en større offensiv mod den amerikanske 7. armes 110 km lange front. Denne offensiv, som fik kodenavnet Unternehmen Nordwind, var den sidste større tyske offensiv på Vestfronten. Den fik snart den svækkede 7. arme, som efter ordre fra Eisenhower havde sendt tropper, udstyr og forsyninger nordpå for at forstærke de amerikanske hære i Ardennerne, i alvorlige vanskeligheder.
Da man nåede 15. januar, kæmpede den amerikanske 7. armes VI Korps på tre sider i Alsace. Tabene voksede, og det var småt med reservetropper, kampvogne, ammunition og forsyninger, så 7. arme blev tvunget til at trække sig tilbage til defensive stillinger på sydbredden af Moder floden den 21. januar. Den tyske offensiv gik i stå den 25. januar. I de forbitrede kampe havde VI Korps, som havde båret de tungeste byrder, haft samlede tab på 14.716. De samlede tab for 7. arme står uklare, men tabene omfattede mindst 9.000 sårede og 17.000 syge og frostskadede. 

### De allierede sejrer til sidst
Selv om den tyske offensiv var gået i stå, havde de stadig kontrollen over et farligt fremspring i den allierede linje. Pattons 3. armé i syd, centreret omkring Bastogne, skulle angribe mod nord, mens Montgomerys styrker i nord skulle angribe mod syd, og det var så planen, at de to styrker skulle mødes ved Houffalize.
Temperaturerne i januar 1945 var usædvanligt lave. Lastbiler måtte startes hver halve time for at undgå, at olien i motorerne frøs, og våben frøs også. Offensiven fortsatte dog.
Eisenhower ville have Montgomery til at iværksætte modoffensiven den 1. januar med det mål at mødes med Pattons fremrykkende 3. arme og afskære de fleste af de angribende tyskere i en lomme. Montgomery ville ikke sætte uprøvet infanteri ind i en snestorm for at erobre et strategisk ligegyldigt område, så han påbegyndte først angrebet den 3. januar, da et betydeligt antal tyske soldater allerede havde haft held til at undslippe, om end uden deres tunge våben.
Ved offensivens begyndelse var de to arméer ca. 40 km fra hinanden. Den amerikanske fremrykning i syd var begrænset til omkring 1 km om dagen. Hovedparten af de tyske tropper gennemførte med held en retrætekamp og undslap fra kampområdet, selv om brændstofsituationen var så alvorlig, at de fleste tyske kampvogne måtte efterlades. Den 7. januar gik Hitler med til at trække tropperne tilbage fra Ardennerne, herunder panserdivisionerne fra SS, og dermed sluttede alle offensive operationer.

## Uenighed i generalstaben
Da krisen i Ardennerne udviklede sig, overtog Montgomery midlertidigt kommandoen over 1. og 9. amerikanske Arme, som indtil da havde været under Bradleys kommando. Dette kontroversielle skridt blev godkendt af Eisenhower, og meningen var at undgå problemer med kommunikation og kontrol mellem Bradley og kommandoen på den nordlige flanke.
Samme dag som Hitler udstedte ordren til tilbagetrækning, 7. januar, holdt Montgomery en pressekonference ved Zonhoven, hvor han sagde, at han havde “afledt ... afvist ... og ... afskrevet” tyskerne. . “Slaget har været særdeles interessant, jeg tror det måske har været et af de mest vanskelige ... jeg nogensinde har håndteret.” Montgomery sagde, at han havde “udnyttet hele den til rådighed stående styrke i de britiske armeer ... De ser således billedet af britiske tropper, der kæmper på begge sider af amerikanerne, som har lidt et hårdt slag.”
Montgomery roste også “modet og de gode kampkvaliteter” blandt de amerikanske tropper, og karakteriserede en typisk amerikaner som en “meget modig kæmper, som har den udholdenhed i kamp, som kendetegner en dygtig soldat,” og fortsatte med at tale om nødvendigheden af allieret samarbejde og priste Eisenhower og sagde: “Samarbejde vinder man slag med, og sejr i kamp vinder krige. På vores hold er kaptajnen general Ike.” Trods disse bemærkninger var det generelle indtryk, som Montgomery efterlod, i det mindste i ørerne på de amerikanske militære ledere, at han havde taget løvens part af æren for slagets heldige udfald og havde været redningsmanden for de belejrede amerikanere.
Hans bemærkninger blev fortolket, som om han fremhævede sig selv, især hans påstand om at da stillingen "begyndte at blive svækket", havde Eisenhower givet ham kommandoen i nord. Patton og Eisenhower følte begge, at dette ikke var i overensstemmelse med den relative indsats i de kampe, som de britiske og amerikanske tropper havde udkæmpet i Ardennerne (for hver britisk soldat var der 30 til 40 amerikanske i kamp), og at det nedgjorde den indsats, som var blevet gjort af Bradley, Patton og andre amerikanske hærchefer. Set i lyset af Pattons og Montgomerys velkendte antipati mod hinanden, blev det opfattet som en fornærmelse, at Montgomery kun nævnte Eisenhower og ingen anden amerikansk generals indsats. General Bradley og hans amerikanske korpschefer havde allerede indledt deres modangreb, da Montgomery fik kommandoen over 1. og 9. Arme. Idet han fokuserede udelukkende på sin egen indsats, fortsatte Montgomery med at sige, at han syntes, at modoffensiven var gået ganske godt, men uden at forklare, hvorfor han udskød angrebet til den 3. januar. Senere forklarede han dette med, at han havde brug for mere tid til forberedelser på den nordlige front. Ifølge Winston Churchill var Pattons angreb fra syd stabilt, men langsomt, og kostede store tab, og Montgomery hævdede, at han forsøgte at undgå at komme i den situation.
Montgomery erkendte senere sin fejltagelse og skrev: “I dag tror jeg, at jeg aldrig skulle have holdt den pressekonference. Modviljen mod mig blandt de amerikanske generaler blev så stor, at uanset hvad jeg sagde, måtte det være forkert. Jeg skulle derfor ikke have sagt noget.” Eisenhower skrev i sine egne memoirer: “Jeg tvivler på, at Montgomery nogensinde blev klar over, hvor forbitrede nogle amerikanske højtstående officerer var. De mente, at han havde nedgjort dem, og de var ikke sene til at udtrykke deres vrede og foragt.”
Bradley og Patton truede begge med at tage deres afsked, med mindre Montgomerys stilling blev ændret. Eisenhower havde, tilskyndet af sin britiske næstkommanderende Arthur Tedder, besluttet at afskedige Montgomery; men intervention fra Montgomerys og Eisenhowers stabschefer generalmajor Freddie de Guingand og generalløjtnant Walter Bedell Smith gav Eisenhower lejlighed til at overveje sagen igen, og gav Montgomery lejlighed til at undskylde.

## Den strategiske situation efter Ardenneroffensiven
Selv om det tyske fremstød var blevet stoppet, var de allieredes overordnede situation fortsat farlig. Den 6. januar bad Churchill igen Stalin om støtte. Den 12. januar igangsatte den Røde Hær Wisła-Oder-offensiven i Polen og Østpreussen. Sovjetiske kilder hævder, at dette blev gjort tidligere end planlagt, men de fleste vestlige kilder tvivler og hævder i stedet, at den sovjetiske offensiv blev udskudt på grund af situationen i Vesten, og at Stalin ventede, til begge sider havde udmattet sig selv militært.
Ardenneroffensiven endte officielt, da de to amerikanske styrker mødtes den 25. januar 1945.

## Efterspil
Vurderingerne af tabene i slaget varierer meget. Det officielle amerikanske tal er 80.987, mens andre vurderinger svinger fra 70.000 til 104.000. De største amerikanske tab forekom i de tre første dage af slaget, da to af den amerikanske 106. infanteridivisions tre regimenter blev tvunget til at overgive sig. Ardenneroffensiven var det blodigste af de slag, amerikanske styrker deltog i under 2. verdenskrig. De 19.000 amerikanske døde var det højeste i noget slag. De britiske tab var på 1.400. Den tyske overkommandos officielle tal for kampagnen var 84.834, og andre vurderinger svinger mellem 60.000 og 100.000.
De allierede pressede på for at udnytte deres fordel efter slaget. I begyndelsen af februar 1945 lå fronten nogenlunde samme sted som inden offensiven i december 1944. I begyndelsen af februar iværksatte de allierede et angreb langs hele Vestfronten. I nord under Montgomery i retning af Aachen. I centrum under Courtney Hodges, og mod syd under Patton. Montgomerys opførsel i månederne december og januar, herunder pressekonferencen den 7. januar, hvor han nedgjorde de amerikanske generalers indsats, belastede hans forhold til sine amerikanske partnere gennem resten af krigen.
De tyske tab i slaget var kritiske på flere måder: De sidste tyske reserver var brugt op, Luftwaffe var knækket, og den tyske hær på Vestfronten var i færd med at blive presset tilbage.